# André Pereira (futebolista)
André Filipe Ferreira Coelho Pereira (Maia, 5 de maio de 1995) é um jogador de futebol profissional português que joga no clube espanhol Real Zaragoza, emprestado pelo F.C. Porto como atacante.

## Carreira no clube
Pereira nasceu na vila de Milheirós, na Maia, Distrito do Porto. Ele passou seus primeiros anos como sênior nas ligas mais baixas, começando nas reservas da Varzim S.C..
Em 31 de janeiro de 2017, tendo marcado oito gols competitivos para o A.D. Sanjoanense — seis na terceira divisão — Pereira assinou um contrato de dois anos e meio com o F.C. Porto, sendo atribuído às suas reservas na Segunda Liga. Ele estreou na última competição em 19 de fevereiro, entrando como substituto tardio no empate em casa 0-0 com o C.D. Santa Clara. Sua primeira aparição na Primeira Liga com o primeiro time ocorreu nove meses depois, quando ele jogou os últimos minutos do empate por 1 a 1 com o C.D. Aves; sua primeira partida oficial ocorreu na semana anterior, quando ele prestou assistência a Yacine Brahimi no jogo da vitória por 3 a 2 sobre o Portimonense S.C. na quarta rodada da Taça de Portugal.
Em 31 de janeiro de 2018, Pereira foi emprestado ao Vitória FC até 30 de junho. Ele marcou seu primeiro gol para eles apenas na segunda aparição, mas com uma derrota por 1 a 3 no S.C. Braga.
Pereira também foi emprestado para a temporada 2019-20, começando em Vitória de Guimarães e terminando no Real Zaragoza (Segunda Divisão Espanhola).

## Honras
Porto
- Primeira Liga: 2017-18
- Supertaça Cândido de Oliveira: 2018[11]